# Лузин (Португалия)
Лузин (порт. Luzim) — район (фрегезия) в Португалии, входит в округ Порту. Является составной частью муниципалитета Пенафиел. По старому административному делению входил в провинцию Дору-Литорал. Входит в экономико-статистический субрегион Тамега, который входит в Северный регион. Население составляет 940 человек на 2001 год. Занимает площадь 5,43 км².